# Sitka Semsch
Sitka María Vicenta Semsch Gutiérrez (n. Perú, 18 de mayo de 1971) es una diseñadora de moda peruana.

## Biografía
Hija de Carlos Semsch y Rosario Gutiérrez, matrimonio que creó el famoso restaurante La rosa náutica de Miraflores.
Realizó sus estudios escolares en el Colegio Villa María y en el Colegio Franklin Delano Roosevelt.
Ingresó a la Escuela de Diseño de Rhode Island en Providence para estudiar modas y se especializó en prendas y textiles; Semsch se graduó con honores. Empezó a hacer sus prácticas en Michael Kors y después trabajó como asistente de gestión de tiendas en la cadena The Limited en Estados Unidos.
Regresó al Perú en 1995 y emprendió su propio atelier, en el cual se abarcaba vestidos, zapatos, joyería y carteras. 
En el 2003 ganó el premio New Star in Fashion en el Fashion Week de las Américas y desde 2004 ha sido la única diseñadora peruana en el Mercedes Benz Fashion Week Russia.